# 董安
董安（1435年—？），字敦仁，福建漳州府龍溪縣人，軍籍。明朝政治人物。進士出身。

## 生平
福建鄉試第四十九名。成化五年（1469年）乙丑科會試第一百四十九名，殿試登進士第三甲第九十八名。

## 家族
曾祖董福。祖父董丑。父亲董學敏。